# Jogos Asiáticos de 1970
Os Jogos Asiáticos de 1970 foram a sexta edição do evento multiesportivo realizado na Ásia a cada quatro anos. Esta edição, que originalmente seria realizada em Seul, Coreia do Sul, foi transferida para Bangkok, na Tailândia, sede da edição anterior, devido a ameaças feitas pela Coreia do Norte.  Seu logotipo novamente foi semelhante ao das primeiras edições, formado pelo sol vermelho, símbolo do Conselho Olímpico da Ásia, e por vinte argolas, mais uma vez douradas, entrelaçadas.

## Países participantes
Dezesseis países participaram do evento:
| - China - República Quemer - Coreia do Sul - Filipinas - Índia - Indonésia - Israel - Japão | - Irão - Malásia - Birmânia - Paquistão - Singapura - Sri Lanka - Tailândia - Vietname |

## Esportes
Treze modalidades, dos treze esportes, formaram o programa dos Jogos:
| - Atletismo - Badminton - Basquetebol - Boxe - Ciclismo - Futebol - Hóquei | - Levantamento de peso - Lutas - Natação - Tiro - Vela - Voleibol |

## Quadro de medalhas
País sede destacado.
| Ordem | País          | Medalha de ouro | Medalha de prata | Medalha de bronze |     |
| ----- | ------------- | --------------- | ---------------- | ----------------- | --- |
| 1     | Japão         | 74              | 47               | 23                | 144 |
| 2     | Coreia do Sul | 18              | 13               | 23                | 54  |
| 3     | Tailândia     | 9               | 17               | 13                | 39  |
| 4     | Indonésia     | 9               | 7                | 7                 | 23  |
| 5     | Índia         | 6               | 9                | 10                | 25  |
| 6     | Israel        | 6               | 6                | 5                 | 17  |
| 7     | Malásia       | 5               | 1                | 7                 | 13  |
| 8     | Myanmar       | 3               | 2                | 7                 | 12  |
| 9     | Irã           | 2               | 5                | 17                | 24  |
| 10    | Sri Lanka     | 2               | 2                |                   | 4   |
| 11    | Filipinas     | 1               | 9                | 12                | 22  |
| 12    | China         | 1               | 5                | 12                | 18  |
| 13    | Paquistão     | 1               | 2                | 7                 | 10  |
| 14    | Singapura     |                 | 6                | 9                 | 15  |
| 15    | Camboja       |                 | 2                | 3                 | 5   |
| 16    | Vietname      |                 |                  | 2                 | 2   |
| TOTAL | TOTAL         | 137             | 133              | 157               | 427 |